# Giambattista Serafino Blasi
Giambattista Serafino Blasi (Roma?, ? - ?) fou un baix bufo italià. Es va especialitzar en el gènere bufo en el seu apogeu, i en els millors centres musicals dedicats al gènere.
L'any 1772, Blasi va debutar a Roma amb L'Amante nel sacco d'Agostino Accorimboni. Uns anys més tard, el 1776, va participar en l'estrena de La Vera Costanza de Pasquale Anfossi, compartint escenari amb el castrat Domenico Bruni. Al llarg de la seva carrera, va mantenir una estreta relació amb la ciutat de Roma, on va actuar amb freqüència. Una de les seves interpretacions destacades va ser el 1782, quan va formar part del repartiment de La viaggiatrice di bell'umore de Gaetano Monti. També va actuar a Venècia, on el 1778 va interpretar una òpera de Bernardo Ottani, així com a Bèrgam i Milà, on va participar en Il Vecchio geloso d'Anfossi els anys 1781 i 1784. El 1783 va cantar a Parma i més tard a Nàpols, on va compartir escenari amb Gennaro Luzio al Teatre Nuovo i al Teatro dei Fiorentini en produccions com Trablaza o la Morichelli. Al llarg de la seva carrera, va col·laborar amb destacats compositors d'òpera còmica, creant rols en obres com La Villanella ingentilita (Guglielmi, 1779), Le Nozze in comedia (Guglielmi, 1781), Socrate immaginario (Paisiello, 1783), Le Trame deluse (Cimarosa, 1786) i La Pastorella nobile (Guglielmi, 1788, juntament amb Calvesi i Tomeoni).
Blasi, àmpliament reconegut com a primo buffo caricato, va ser convidat a Viena, on l'òpera còmica napolitana gaudia d'una gran popularitat. El 1792 va assolir un èxit notable en la creació del paper pel qual és més recordat: Il matrimonio segreto de Cimarosa. En aquesta producció, va compartir escenari amb la delicada Irene Tomeoni i els experimentats Dorotea Bussani i Francesco Benucci, Una funció memorable que va portar l'emperador a ordenar que es repetís íntegrament aquella mateixa nit.